# Sergei Iwanowitsch Syrzow

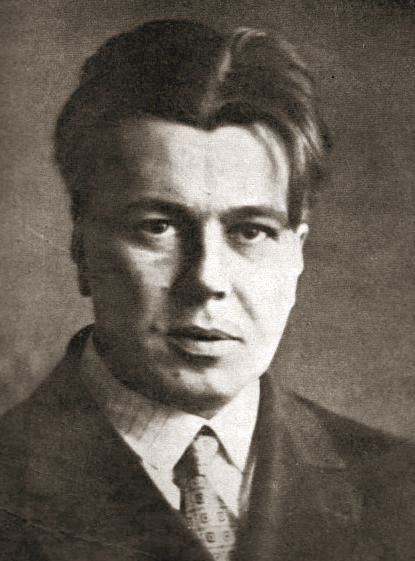
Sergej Syrzow (vor 1929)

Sergei Iwanowitsch Syrzow (* 5. Julijul. / 17. Juli 1893greg. in Slawgorod, Gouvernement Jekaterinoslaw; † 10. September 1937 in Moskau; russisch Серге́й Ива́нович Сырцо́в) war ein russischer Revolutionär, sowjetischer Politiker und Parteifunktionär der KPR(B), WKP(B). Als stellvertretender Vorsitzender des Zentralrates der sowjetischen Donrepublik war er in den Jahren 1918 und 1919 maßgeblich für die Entstehung und Umsetzung der Politik der Entkosakisierung in der KPR(B) während des Russischen Bürgerkriegs verantwortlich. Später ein Unterstützer Josef Stalins, erlangte er größere Bekanntheit, als er im Mai 1929 zum Vorsitzenden des Rates der Volkskommissare der RSFSR ernannt wurde. In diesem Amt betrieb er eine antistalinistische Politik gegen die "Große Wende", die zu seiner Abberufung am 3. November 1930 führte. Von da an als „Abweichler“ geächtet, wurde Syrzow schließlich im Jahr 1937 im Zuge des Großen Terrors vom NKWD verhaftet und hingerichtet.

## Biografie
Syrzow war der Sohn eines Kaufmanns aus Slawgorod (heute Slawhorod), der mit dem Verkauf von Schafwolle zu beträchtlichem Wohlstand gelangt war. Mit seinem Einkommen konnte der Vater ein angenehmes Leben führen und auch die Bildung seiner insgesamt vier Kinder leicht finanzieren. Syrzow besuchte ab 1903 die Handelsschule in Rostow am Don, wohin seine Familie gezogen war. Nach dem erfolgreichen Abschluss seiner Schulausbildung studierte er ab 1912 Wirtschaftswissenschaften am Sankt Petersburger Polytechnischen Institut „Kaiser Peter der Große“. In dieser Zeit begann er sich politisch zu engagieren und trat im Jahr 1913 den Bolschewiki bei. Am 20. Märzjul. / 2. April 1916greg. wurde er wegen seiner politischen Betätigung von der Geheimpolizei Ochrana verhaftet, vom Polytechnischen Institut verwiesen und in das Gouvernement Irkutsk verbannt.

### Russische Revolution
Unmittelbar nach der Befreiung der politischen Gefangenen im Zuge der Februarrevolution 1917 reiste Syrzow nach Rostow am Don und beteiligte sich dort sofort an Propagandaarbeit für die Bolschewiki. Durch seine Sprachfertigkeit gewann er viele Sympathisanten in der Rostower Bevölkerung und wurde als der “Freund der Bergleute” (des Donezbeckens) bezeichnet. Syrzow hatte einen großen Anteil an der Bolschewisierung des Donezbeckens, das später für die Machtergreifung der Bolschewiki von besonderer Bedeutung war. Zusammen mit Semjon Wassiltschenko wurde er einer der Anführer der Bolschewiki in der Don-Region. Am 1. Oktoberjul. / 14. Oktober 1917greg. wurde noch vor der Oktoberrevolution in Rostow am Don und Nachitschewan am Don die Neuwahl des Stadtrates durchgeführt, bei der dank Syrzows Engagement die Bolschewiki die Mehrheit erringen konnten. Auf der ersten Sitzung des neuen Stadtrates wurde Syrzow zu seinem Vorsitzenden gewählt.
Nach der Oktoberrevolution wurde der Stadtrat von Syrzow am 3. Novemberjul. / 16. November 1917greg. in ein Gremium mit dem in deutsch etwa als “militärisch-revolutionäres Komitee der vereinigten Demokratie” (russisch Военно-революционный комитет объединённой демократии, WRKOD) zu übersetzenden Namen umgewandelt, wobei die Mitglieder aus den Reihen der Menschewiki und Linken Sozialrevolutionäre weiterhin ihre Mandate behielten. Da Syrzow versuchte, mittels Kompromissen die Interessen aller in diesem Gremium vereinten Gruppen wahrzunehmen, wurde er von Seiten der rechten Gruppierungen als “bolschewistischer Ursupator” und seitens der Bolschewiki als “kommunistischer Kadett” diffamiert. Auf Seite der Bolschewiki war Syrzows ärgster Widersacher Wassiltschenko, der keine Kompromisse, sondern nur einen Entscheidungskampf zwischen den Fraktionen für die richtige Lösung hielt.

### Russischer Bürgerkrieg, Konflikt mit den Donkosaken

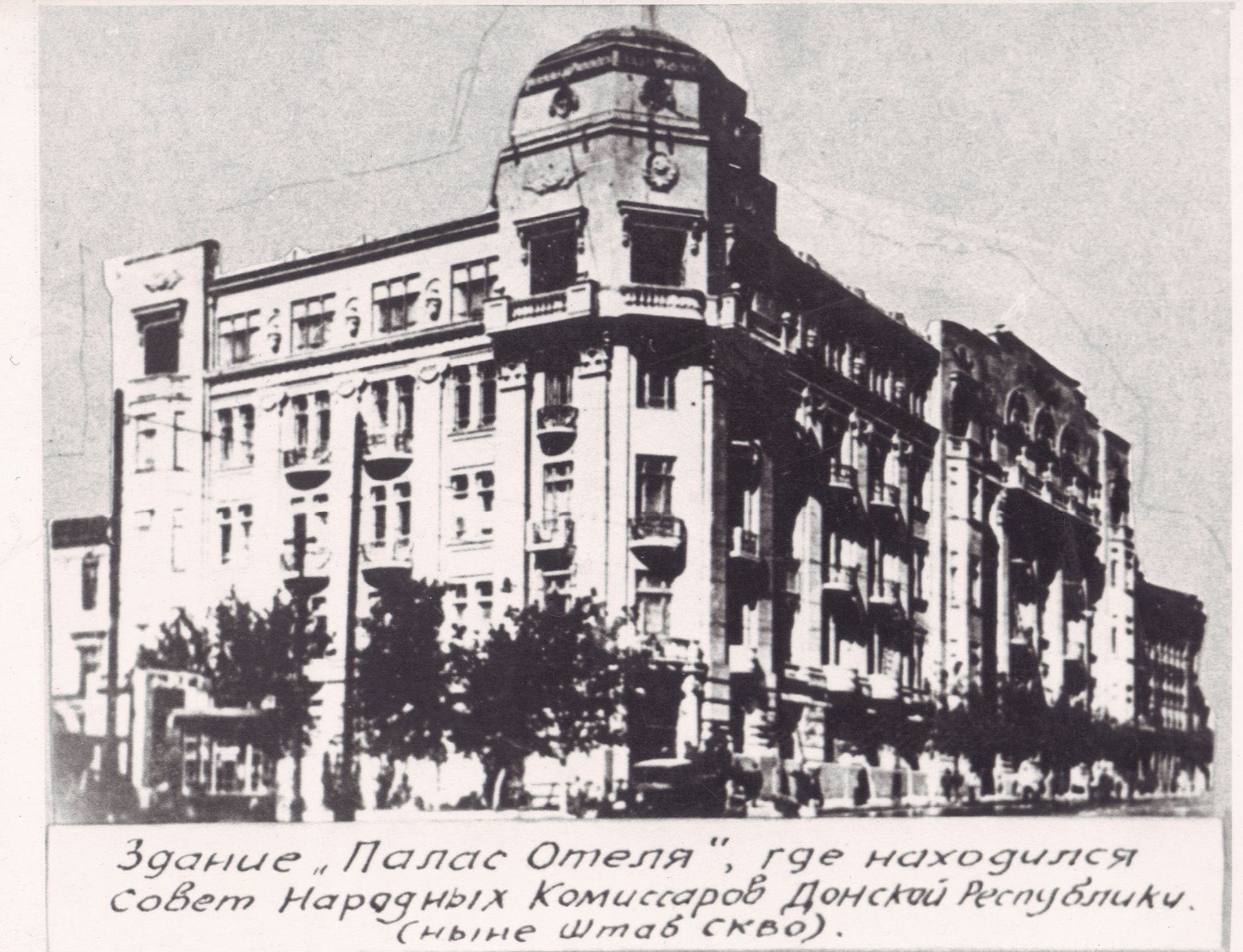
Das Gebäude des ehemaligen Palace Hotel in Rostow-am-Don, das im März und April 1918 als Sitz des Rates der Volkskommissare der selbsternannten Don Sowjetrepublik genutzt wurde.

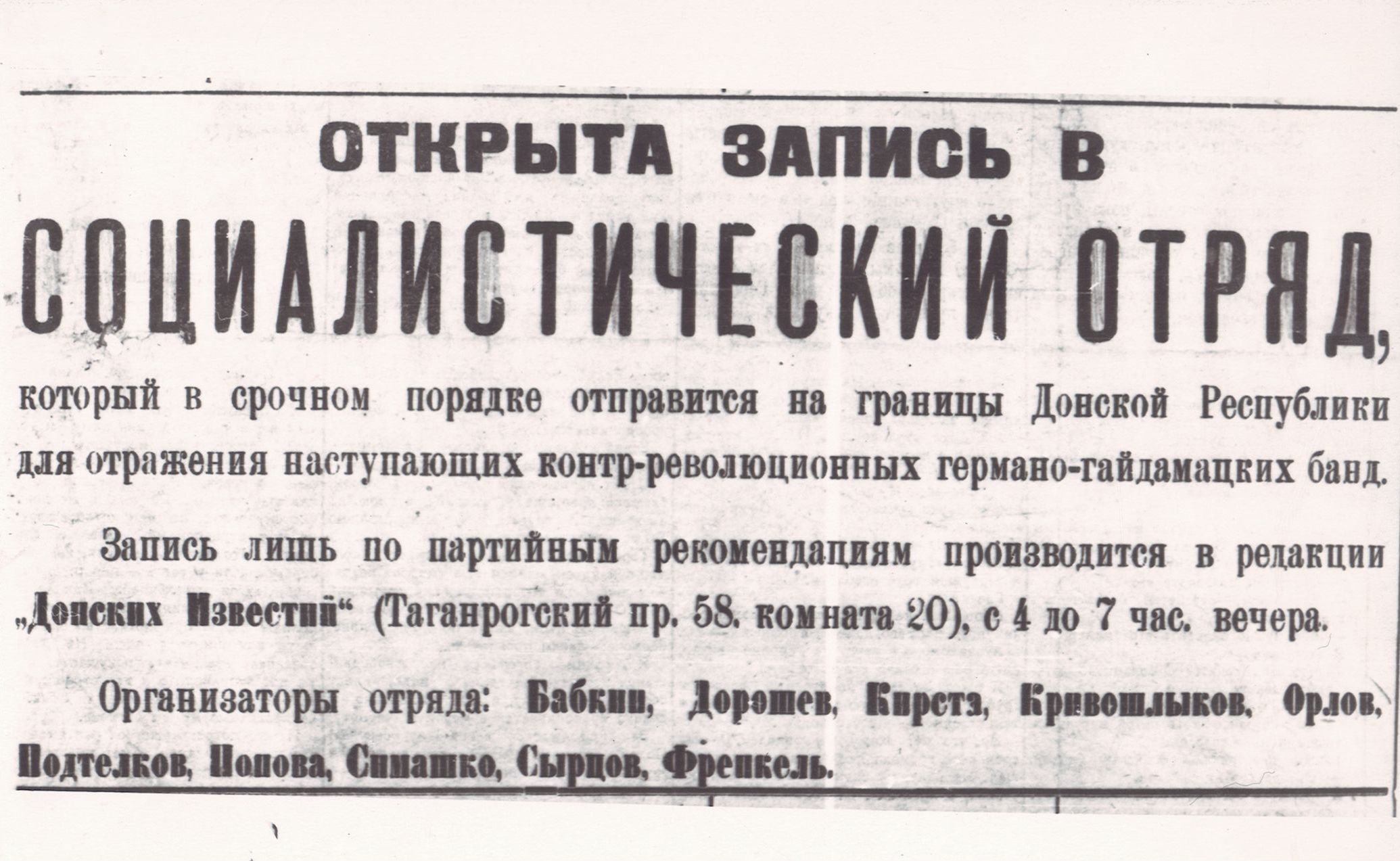
Vom Präsidium der Don Sowjetrepublik organisierter Aufruf zur Bildung einer Miliz zur Abwehr der deutschen und weißen Truppen (Rostow am Don, 1. Mai 1918)

Einen ernsthaften Rückschlag erhielten die Bemühungen Syrzows, als der Ataman der Donkosaken Kaledin die Machtübernahme der Bolschewiki am 25. Oktoberjul. / 7. November 1917greg. für unzulässig und das Don-Territorium zur Kontrollzone der Kosaken erklärte. Das Territorium entwickelte sich durch den Zuzug einer großen Zahl von Offizieren der Armee des Russischen Kaiserreiches in kürzester Zeit zu einem Zentrum des Widerstands gegen die Bolschewiki. Die Einschätzung Wassiltschenkos und Syrzows, dass eine als Verstärkung eingetroffene Abteilung von Matrosen der Schwarzmeerflotte ausreichen würde, um ein militärisches Übergewicht gegenüber den sich formierenden Weißen herzustellen, erwies sich als falsch. Zeitgleich kündigten die Menschewiki und linken Sozialrevolutionäre ihre Koalition im WRKOD und riefen zum Widerstand gegen die Bolschewiki auf. Syrzow war am 19. Novemberjul. / 2. Dezember 1917greg. gezwungen, aus Rostow mit der Roten Garde zu fliehen.
Drei Monate später konnten die Bolschewiki erneut in der Nacht vom 9. Februar 1918 auf den 10. Februar 1918 in Rostow einziehen. Dieser Erfolg war vor allem Syrzow zu verdanken, dem es gelungen war, die aus dem Ersten Weltkrieg heimgekehrten Kosakenanführer Fjodor Podtjolkow und Michail Kriwoschylow für die Seite der Bolschewiki zu gewinnen. Hierbei profitierte Syrzow von der Kriegsmüdigkeit der aus dem Ersten Weltkrieg heimkehrenden Kosaken. Mit Hilfe der kampferfahrenen Kosaken und zeitgleich aus Taganrog nach Osten vordringenden Roten Garden unter dem Kommando von Rudolf Sivers wurden die weißen Kosakenverbände und die neu gebildete Freiwilligenarmee aus Rostow in Richtung des Kaukasus verdrängt. (→Eismarsch)
Am 23. März 1918 wurde in Rostow die Sowjetrepublik Don ausgerufen, die das Gebiet des Donkosaken umfasste und die zum Zweck der Integration der Kosaken in das politische System der Bolschewiki geschaffen wurde. Präsident des Rates der Volkskommissare der Sowjetrepublik Don wurde der Kosake Podtjolkow, während Syrzow zum Stellvertreter ernannt wurde. Zeitgleich unterdrückten die Bolschewiki alle Personen, die tatsächlich oder vermeintlich auf der Seite der Weißen Bewegung standen. Die Roten Garden unter Sivers, der laut dem Historiker Kenez faktisch unabhängig agierte, terrorisierten die Angehörigen derjenigen Kosaken, die in der weißen Donarmee unter dem Ataman Krasnow kämpften. Die Roten Garden schreckten dabei auch vor der Ermordung Minderjähriger nicht zurück. Durch Sivers Brutalität verloren die Bolschewiki alle Sympathien in der Donregion. Die Position Syrzows zu diesen Vorgängen wird nicht explizit in der Literatur dargelegt, laut Kenez distanzierte sich der Rat der Volkskommissare der Don Sowjetrepublik von Sivers, der seinerseits keine Anweisungen des Rates befolgte.
In der Zwischenzeit fanden mit den Verhandlungen und dem Abschluss des Friedensvertrags von Brest-Litowsk und der vom Heer des deutschen Kaiserreiches unter dem Namen Operation Faustschlag durchgeführten Besetzung der Ukraine überregionale Vorgänge statt, die zusammen mit spontanen Aufständen der Donkosaken im April und Mai 1918 in einem erneuten Machtverlust der Bolschewiki in der Donregion resultierten. Die Roten Garden waren nicht in der Lage, den vorrückenden deutschen Truppen sinnvoll militärischen Widerstand zu leisten. Vom 7. bis zum 8. Mai 1918 wurde Rostow am Don von der deutschen 20. Landwehr-Division gewaltsam besetzt. Die deutschen Truppen nahmen Verbindung zu den weißen Kosaken auf, die am 18. Mai mit deutscher Unterstützung eine unabhängige Republik der Donkosaken ausriefen. Der Präsident der Don Sowjetrepublik Podtjolkow versuchte ab dem 1. Mai 1918 erfolglos mit einer kleinen Abteilung erneut Freiwillige für den Kampf gegen die weißen Kosaken und die deutschen Truppen zu werben. Podtjolkow wurde jedoch von weißen Kosaken gefangen genommen und am 10. Mai 1918 hingerichtet. Die weitere Führung der Don Sowjetrepublik wurde aus Rostow nach Zarizyn evakuiert und setzte ihre Arbeit dann bis Juni 1918 in der Staniza Welikoknjascheskaja (heute Proletarsk) fort. Bis Mitte August 1918 eroberte die weiße Donarmee das gesamte Territorium des Don-Kosakenheers und die in die Oblast Woronesch geflohene Regierung der Don Sowjetrepublik löste sich auf. Obwohl die Don Sowjetrepublik bereits ab Mai 1918 de facto nicht mehr existierte, nahm Syrzow bis zum August 1918 weiterhin formal die Position des stellvertretenden Vorsitzenden dieser Republik ein.

### “Entkosakisierung”

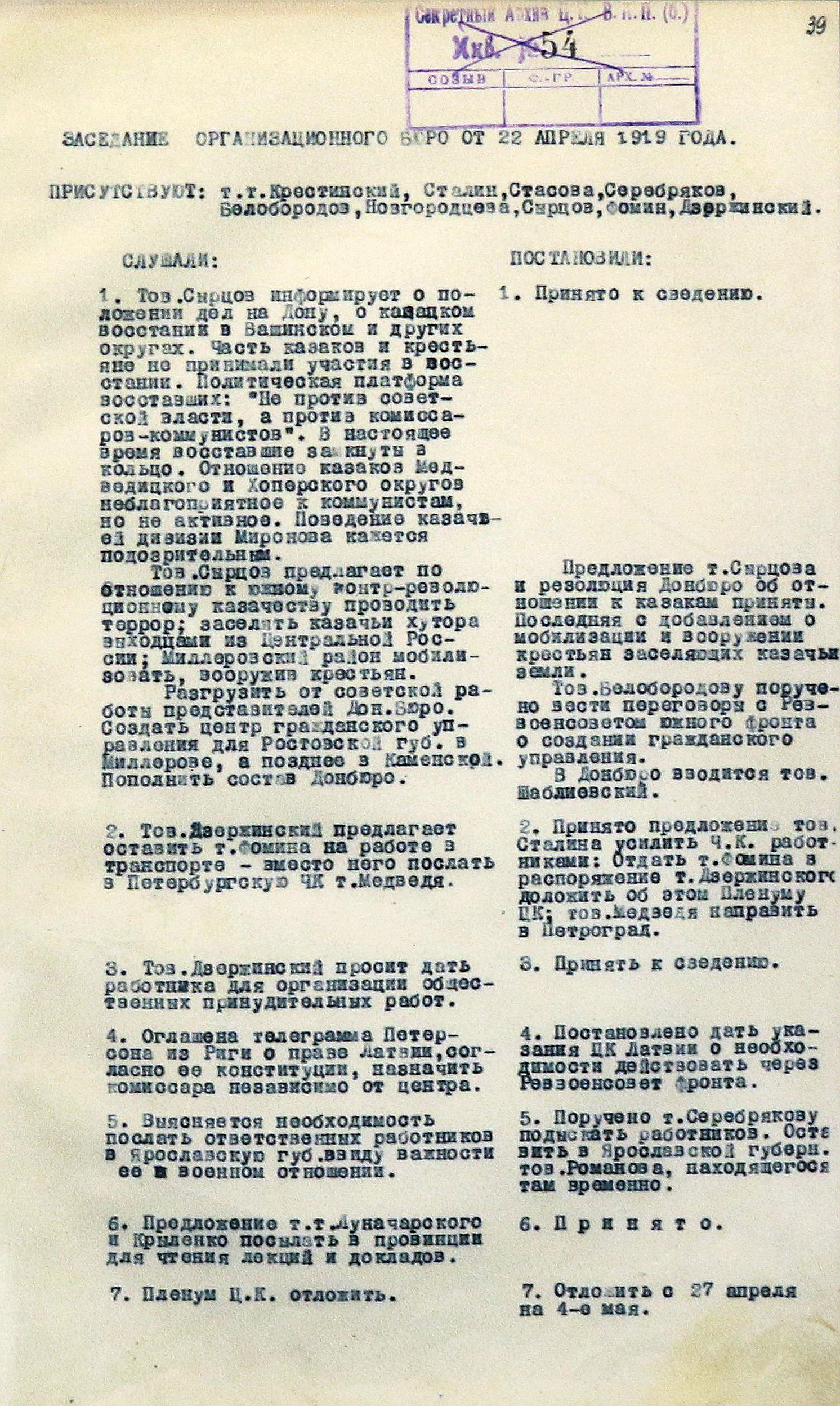
Protokoll der Besprechung des Orgbüros der KPR(B) vom 22. April 1919. (РГАСПИ. Ф. 17, оп 112, д. 3, л. 39)

Als Reaktion auf den Verlust des für die Bolschewiki strategisch wichtigen Gebietes der Don-Kosaken wurde das Donbüro des Zentralkomitees der KPR(B) (kurz Donbüro) als territoriales Organ der Bolschewiki zur Führung des Untergrundkampfes gegen die Weiße Bewegung in der Donregion im September 1918 in Kursk ins Leben gerufen und Syrzow wurde zum Vorsitzenden ernannt. Am 30. September wurde die Don Sowjetrepublik von den Bolschewiki auch de jure aufgelöst. Ab dem 12. Oktober 1918 wurde Syrzow zeitgleich Politkommissar der neugebildeten 12. Roten Armee.
War Syrzow bisher durch seine Kompromissbereitschaft und seinen Willen zur Integration der Donkosaken in das politische System der KPR(B) aufgefallen, änderte sich durch die Ereignisse bis zum September 1918 seine Einstellung erheblich. Innerhalb des Donbüros war er im Zeitraum bis zum Januar 1919 derjenige Politiker, der grundsätzlich die Durchführung härtester Maßnahmen befürwortete, um den Widerstand der weißen Kosaken gegen die Sowjetmacht zu zerschlagen. Weiterhin trat er als ein entschiedener Gegner der Autonomie der Kosakengebiete auf und betrachtete alle Kosaken auch als eine Kraft, die der Sowjetmacht von Natur aus feindlich gesinnt war. Gegen Ende des Jahres 1918 verbesserte sich die militärische Lage Sowjetrusslands und die Rote Armee drang im Januar 1919 wieder auf das Gebiet der Donkosaken vor und besetzte die nördliche Don-Region. Gemäß den Hinweisen des Donbüros erließ das Orgbüro der KPR(B) am 24. Januar 1919 eine Richtlinie mit dem in die deutsche Sprache etwa zu übersetzenden Titel “An alle verantwortlichen Genossen, die in den Kosakengebieten arbeiten” (russisch Ко всем ответственным товарищам, работающим в казачьих районах), die „schonungslosen Massenterror“ gegen die gesamte Kosakenbevölkerung des ehemaligen Russischen Kaiserreiches empfahl. Die Historiker Futorjanskii und Kislizyn vertreten nach der Analyse verschiedener Originaldokumente, zu denen unter anderem ein von Syrzow am 7. Januar 1919 verfasster Brief gehört, die Meinung, dass Syrzow als Vorsitzender des Donbüros der maßgebliche Autor der vom Orgbüro der KPR(B) erlassenen „Kosakenrichtlinie“ war. Syrzow trägt deswegen einen großen Teil der Verantwortung für die Ermordung tausender Einwohner des Gebietes der Donkosaken durch Tribunale der Roten Armee im Zeitraum von Januar 1919 bis April 1919, ein Vorgang, der später in der russischen Geschichtsschreibung als „Entkosakisierung“ bezeichnet wurde.
Das brutale Vorgehen führte ab dem 11. März 1919 zum Aufstand der Donkosaken (→ Wjoschenskaja-Aufstand) gegen die Rote Armee, der zusammen mit einer Offensive der weißen Freiwilligenarmee dazu führte, dass das gesamte Gebiet der Donkosaken im Frühsommer 1919 erneut dem Zugriff der Bolschewiki entzogen wurde. Als Reaktion auf den Aufstand empfahl Syrzow während der Sitzung des Orgbüros der KPR(B) am 22. April 1919, auf der auch sein späterer Förderer Stalin anwesend war, erneut die Anwendung von Massenterror, die Aufteilung der Kosakengebiete auf benachbarte Oblast und die Ansiedlung großrussischer Bauern auf dem Land der Kosaken, um diese als ethnische Einheit komplett zu eliminieren. Auf maßgebliches Betreiben von Grigori Sokolnikow wurde Syrzow in den folgenden Wochen schließlich überstimmt und seine radikale Entkosakisierungspolitik im Juni 1919 von Lenin verworfen.
Nach der endgültigen Eroberung von Rostow am Don durch die 1. Rote Reiterarmee am 10. Januar 1920 nahm Syrzow seinen Posten in der Führung des Don-Komitees der KPR(B) wieder ein. Hier forderte er eine Einigung mit den Arbeiterkosaken. Sein alter Gegner Wassiltschenko war mit der Integration von „Elementen aus dem kosakischen Umfeld“ nicht einverstanden. Am 28. Mai 1920 beschloss das Don-Komitee der KPR(B) schließlich, Syrzow und Wassiltschenko aus ihrer Führung zu entfernen, da sie zu lange Zeit nicht zusammenarbeiten konnten. Der Historiker Futorjanskii geht davon aus, dass Syrzow und Wassiltschenko wegen ihrer Kosakenfeindlichkeit aus dem Don-Komitee entfernt wurden. Syrzow wurde ab dem 11. Juni 1920 zum Sekretär des Odessaer Provinzkomitees der KPR(B) ernannt und seine weitere Karriere schien im Sande zu verlaufen. Im März 1921 beteiligte er sich als einer Delegierten des X. Parteitags der KPR(B) an der Niederschlagung des Kronstädter Matrosenaufstands. Dieses Engagement brachte ihm die Auszeichnung mit dem Rotbannerorden ein und führte ihn in die inneren Machtzirkel der Kommunistischen Partei in Moskau.

### Aufstieg im Gefolge Stalins

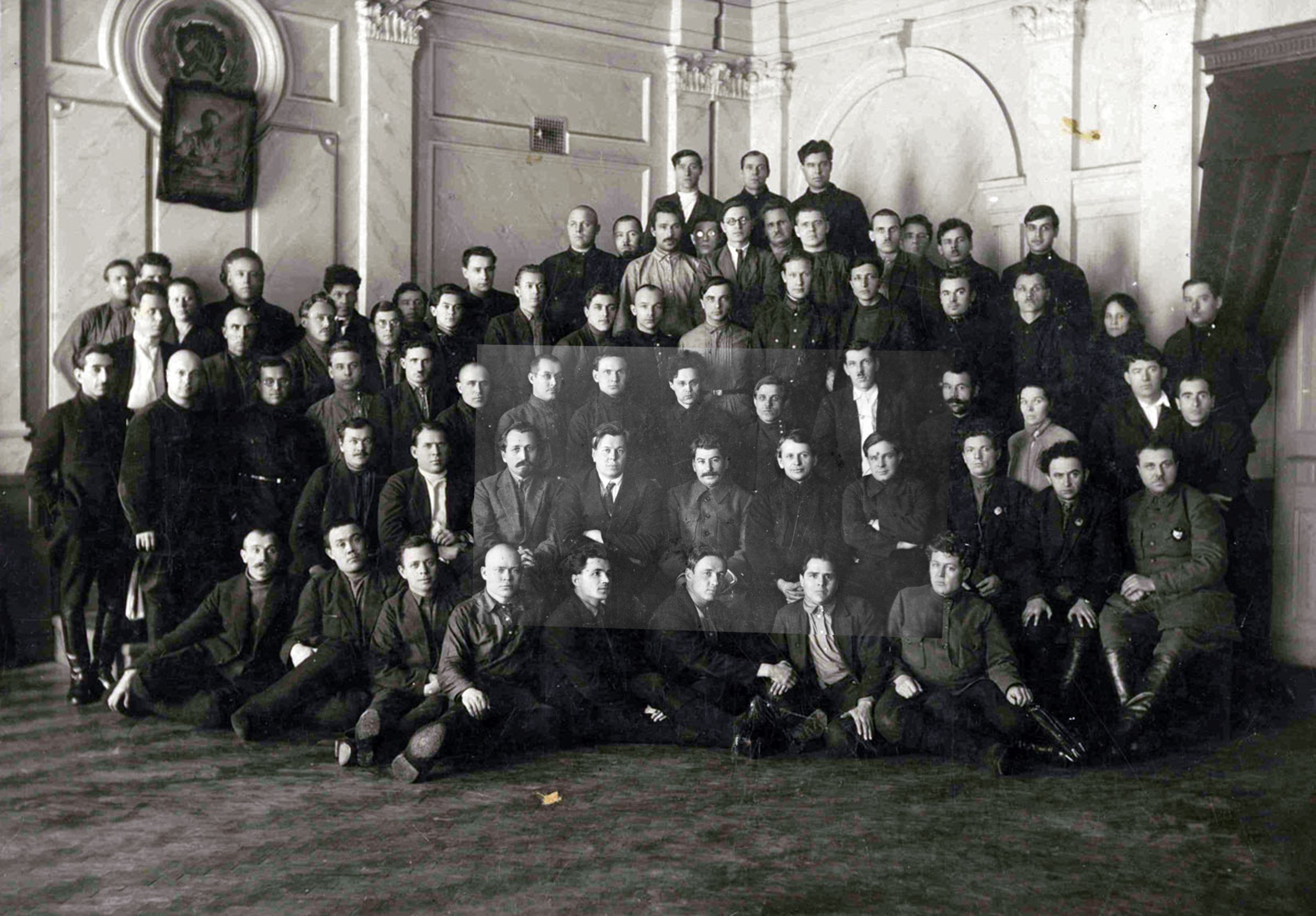
Stalin (Mitte), Sergei Syrzow (Vorsitzender der WKP(B) in Sibirien, links neben Stalin) in Rybzowsk (250 km südlich von Barnaul) zusammen weiteren Mitgliedern der sibirischen Parteiorganisation (22. Januar 1928)

Von 1921 bis 1924 war Syrzow der Leiter der Abteilung für die Erfassung und den Einsatz von qualifizierten Parteimitgliedern des ZK der KPR(b) (Utschraspred, russisch Учраспред). und unterstand damit ab April 1922 direkt Stalin, der nach Aussage des Historikers Wadim Rogowin als Generalsekretär der KPR(b) diese Abteilung dafür nutzte, um seine Anhänger in möglichst viele verantwortliche Positionen innerhalb des Machtapparates der Partei zu bringen. Bereits ein Jahr später verzeichnete die Utschrasped etwa 4750 derartige Berufungen, deren Umsetzung von Syrzow bereitwillig ausgeführt wurde. Im November 1923 war Syrzow zusätzlich stellvertretender Leiter des Exekutivkomitees der Kommunistischen Internationale (EKKI). Ab Juni 1924 war Syrzow der Leiter der Abteilung für Agitation und Propaganda des Zentralkomitees der KPR(B).
Im Februar 1926 wurde Syrzow durch Stalins Protektion zum Leiter der WKP(B) der Region Sibirien ernannt. Er ersetzte den Trotzki-Anhänger Michail Laschewitsch. Bis 1929 war Syrzow Leiter der WKP(B) in Sibirien. Hier spielte er ab dem Januar 1928 zusammen mit Robert Eiche und Leonid Sakowskii eine große Rolle bei der prototypischen Umsetzung der Politik der Entkulakisierung und Kollektivierung in Westsibirien, die von Stalin während seines Besuchs in Barnaul ins Leben gerufen wurde. Die „Härte“, die Syrzow bei der Umsetzung von Stalins Vorgaben an den Tag legte, wurde 1929 durch seine Beförderung in den engsten Machtzirkel der WKP(B) belohnt.

### Vorsitzender des Rates der Volkskommissare der RSFSR
Unmittelbar nach Stalins endgültigem Sieg über die „rechten Abweichler“ um Nikolai Bucharin wurde Syrzow im Mai 1929 zum Vorsitzenden des Rates der Volkskommissare der RSFSR ernannt. Er übernahm diesen Posten von Alexei Rykow, der ebenfalls zur „Bucharin-Gruppe“ gezählt wurde. Am 21. Juni 1929 wurde Syrzow Kandidat des Politbüros des Zentralkomitees der WKP(B).
In der Folgezeit erwies sich Syrzow jedoch als selbstständig handelnder Politiker. Frustriert von der stalinistischen Politik äußerte er vorsichtig, aber öffentlich einen Teil seiner Bedenken. Anfang 1930 veröffentlichte Syrzow eine mit einiger Kritik versehene Broschüre unter dem Titel “Über unsere Erfolge, Defizite und Aufgaben” (russisch "О наших успехах, недостатках и задачах") in großer Auflage. Auf dem XVI. Parteitag der WKP(B) im Juli 1930 sprach er nicht nur von Siegen, sondern auch von Problemen. Am 30. August 1930 hielt Syrzow eine Rede vor der Sitzung des Rates der Volkskommissare und des Wirtschaftsrates der RSFSR, bei der die Kontrollzahlen für das Geschäftsjahr 1930/31 geprüft wurden. Die Rede wurde zum Missfallen Stalins, der gerade seine Politik des "Großen Wende" auf die gesamte Sowjetunion anwenden wollte, in Form einer Broschüre in 10.000 Exemplaren gedruckt und veröffentlicht. Weiterhin ärgerte es Stalin sehr, dass Syrzow mit seinem Opponenten Rykow konstruktiv in verschiedenen Fragen zusammenarbeitete.
Laut dem Historiker Oleg Chlewnjuk verlor Stalin im September 1930 endgültig das Vertrauen in Syrzow, als dieser sich weigerte eine große Anzahl von Häftlingen des ihm unterstehenden Innenministeriums der RSFSR an die besonderen Lager des OGPU abzugeben und Alexei Rykow, der die Position des OGPU eigentlich hätte durchsetzen müssen, für Syrzow argumentierte. Dadurch wurde laut einer am 31. Juli 1930 verfassten Beschwerde des stellvertretenden Leiters des Gulag Berman und des stellvertretenden OGPU-Vorsitzenden Messing die Umsetzung des erst im Juni 1930 beschlossenen Bauprojekts des Weißmeer-Ostsee-Kanals erheblich erschwert. Im Oktober 1930 wurde die Gefangenenfrage, die nur ein Teil einer Kampagne Stalins zur endgültigen Absetzung Rykows war, im Sinne des OGPU entschieden.
Im selben Monat begann Stalin sich mit der Entfernung Syrzows aus dem Politbüro zu befassen. Dazu wurde der fiktive Fall einer „Syrzow-Lominadse“-Verschwörung zum Sturz Stalins konstruiert. Syrzow und Bessarion Lominadse, der als Erster Sekretär des Transkaukasischen Regionalkomitees der WKP(B) aus anderen Gründen ebenfalls Kritik an Stalin geübt hatte und erst kürzlich mit Syrzow gesprochen hatte, sollten angeblich geplant haben, Stalin mit Hilfe legaler und illegaler Mittel zu entmachten, da sie befürchteten, dass Stalins Politik der "Großen Wende" zu einer gewaltsamen Entmachtung der WKP(B) führen könnte. Dies verstieß gegen das bereits von Lenin im März 1921 beschlossene Fraktionsverbot innerhalb der WKP(B). Untergebene Syrzows, die in seinem Sinne die fiktiven Anschuldigungen zurückwiesen, wurden verhaftet und dem OGPU übergeben. Niemand mit bedeutendem politischen Gewicht setzte sich für den Verbleib Syrzows im Politbüro ein. Laut Oleg Chlewnjuk scheint jedoch Grigori Ordschonikidse Stalin davon abgehalten zu haben, Syrzow und Lominadse ernsthaft zu bestrafen.

### Machtverlust und Hinrichtung
Am 3. November 1930 verlor Syrzow seinen Posten als Vorsitzender des Rates der Volkskommissare der RSFSR. Am 1. Dezember 1930 wurde Syrzow aus dem Politbüro des Zentralkomitees der WKP(B) ausgeschlossen, blieb aber innerhalb des privilegierten Zirkels hochrangiger Partei-Mitglieder. In der Zeit nach dem Ausschluss aus dem Politbüro des ZK der WKP(B) wurde Syrzow stellvertretender Vorstandsvorsitzender der mit dem Verkauf von Holz im Ausland beschäftigten Aktiengesellschaft "Exportles" (russisch Экспортлес), Leiter des Ausrüstungs- und Sprengstoff-Trusts und von 1935 bis 1937 Direktor des metallurgischen Werkes Elektrostal in der gleichnamigen Stadt. 1933 überstand er nur knapp eine Säuberungswelle innerhalb der WKP(B), da er sich nie wirklich von seinen Ansichten distanzierte. Mit einer letzten Verwarnung verblieb er jedoch in der Partei. 1935 erhielt das NKWD Informationen über Syrzows Unzufriedenheit mit seiner Position. Er benahm sich trotz seiner "politischen Kontamination" wie ein großer politischer Führer der WKP(B) und äußerte Zweifel an der Beteiligung Sinowjews an der Organisation des Attentats auf Sergei Kirow.
Am 19. April 1937 wurde Syrzow schließlich verhaftet und wenig später aus der WKP(B) ausgeschlossen. Das NKWD plante mit ihm als Hauptfigur einen Schauprozess gegen ein “Reservezentrum der Rechten”, der aber aufgrund seiner Weigerung, die fiktiven Anklagepunkte zu gestehen, nicht zustande kam. Stattdessen wurde er am 10. September 1937 vom Militärkollegium des Obersten Gerichts der UdSSR in einem 15 Minuten dauernden „Verfahren“ zum Tode verurteilt und am selben Tag erschossen.
Nach dem Ende der Herrschaft Stalins wurde Syrzow postum am 27. Dezember 1957 vom Militärkollegium des Obersten Gerichts der UdSSR rehabilitiert. Am 29. Juli 1959 wurde er postum wieder in die KPdSU aufgenommen.

### Russisch
- G. M. Adibekow et al.: Das Politbüro des ZK der KPR(B) - KPdSU und die Kommunistische Internationale: 1919 - 1943. Dokumente., (russisch Политбюро ЦК РКП(б)- ВКП(б) и Коминтерн: 1919-1943 гг. Документы.), Verlag “Russische Politische Enzyklopädie” Moskau 2004, ISBN 5-8243-0467-X
- Oleg Witaljewitsch Chlewnjuk: Das Politbüro. Die Mechanismen der politischen Macht in den 30er Jahren.,(russisch Политбюро. Механизмы политической власти в 30-е годы.), Verlag “Russische Politische Enzyklopädie” Moskau 1996, ISBN 5-86004-050-4
- Je. I. Dulimow, S. A. Kislizyn: [Der] Staat und die Don-Kosaken., (russisch Е. И. Дулимов, С. А. Кислицын: Государство и донское казачество.), Verlag RAGS, 2000.
- Leonid Iossifowitsch Futorjanskii: Die Kosaken Russlands im Feuer des Bürgerkriegs (1918-1920)., (russisch Казачество России в огне гражданской войны. (1918-1920 гг.)), Orenburg 2003. (online, abgerufen am 5. Juni 2021) (Seite nicht mehr abrufbar, festgestellt im September 2023. Suche in Webarchiven)
- S. A. Kislizyn: Der Präsident des Sownarkom Sowjetrusslands Sergej Syrzow., (russisch С. А. Кислицын: Председатель Совнаркома Советской России Сергей Сырцов.) Verlagsgruppe URSS Moskau, 2013; ISBN 978-5-9710-0706-7.
- S. A. Kislizyn: Die Syrzowsche Variante: Aus der Geschichte der Formierung des antstalinischen Widerstands in der sowjetischen Gesellschaft in den 20-30er Jahren,(russisch С. А. Кислицын: Вариант Сырцова: из истории формирования антисталинского сопротивления в советском обществе в 20-30-е гг, Научно-методический центр «Логос», Ростов-на Дону),Wissenschaftlich-methodisches Zentrum "Logos", Rostow am Don, 1992, ISBN 978-5-70510-015-6
- Alexander W. Schubin: Stalins Anti-Terror 1937, (russisch 1937. Анти-Террор Сталина.), Verlag Jausa Eksmo, Moskau 2010, ISBN 978-5-699-39741-9
- Nikolai Senkowitsch: dt. etwa: Die am meisten abgeschotteten Menschen. Die Elite. Biografische Enzyklopädie., (russisch Самые закрытые люди. Елита. Энциклопедия биографий.), Olma Press Moskau 2002, ISBN 5-94850-342-9
- Nobuaki Siokawa: Die politische Situation in der UdSSR im Herbst 1930., (russisch Политическая ситуация в СССР. Осень 1930 года.), Acta Slavica Iaponica 7 (1989), ISSN 0288-3503, S. 33-45, Universität Hokkaidō, PDF (abgerufen am 16. Mai 2021)
- Michail Tumschis, Alexander Paptschinskii: Die große Säuberung 1937. Das NKWD gegen die TscheKa., (russisch 1937. Большая чистка. НКВД против ЧК.), Verlag Jausa Eksmo, Moskau 2009, ISBN 978-5-699-34360-7
- Große Sowjetische Enzyklopädie, 3. Auflage Moskau 1969-1978, Band 25, S. 141 (russisch Большая Советская энциклопедия: В 30 т. - 3-е изд. - М., 1969-1978. Том: 25, Стр.: 141)

### Englisch
- Peter Kenez: Civil War in South Russia, The First Year of the Volunteer Army, 1918, University of California Press Berkeley 1971, ISBN 0-520-017099
- James Hughes: Patrimonialism and the Stalinist System: The Case of S.I. Syrtsov, Europe-Asia Studies, Band 48, Ausgabe 4 (Juni 1996), S. 552ff.
- Vladimir N. Brovkin: Behind the Front Lines of the Civil War - Political Parties and Social Movements in Russia, 1918 - 1922, Princeton University Press 1994, ISBN 0-691-03278-5